# Future Games (album)
Future Games è il quinto album del gruppo rock dei Fleetwood Mac, pubblicato nel 1971. È il primo con il chitarrista e cantante Bob Welch.

## Tracce
1. Woman of 1000 Years (Danny Kirwan) - 5:28
2. Morning Rain (Christine McVie) - 5:38
3. What a Shame (Bob Welch, Kirwan, C. McVie, John McVie, Mick Fleetwood) - 2:19
4. Future Games (Welch) - 8:18
5. Sands of Time (Kirwan) - 7:23
6. Sometimes (Kirwan) - 5:26
7. Lay It All Down (Welch) - 4:30
8. Show Me a Smile (C. McVie) - 3:20

## Formazione
- Bob Welch - voce, chitarra
- Danny Kirwan - voce, chitarra
- Christine McVie - tastiera, voce
- John McVie - basso
- Mick Fleetwood - batteria
- John Perfect - sassofono